# 테오 반 고흐 (미술상)
테오도르 "테오" 반 고흐(네덜란드어: Theodorus "Theo" van Gogh, 1857년 5월 1일 ~ 1891년 1월 25일)는 인상파 화가인 빈센트 반 고흐의 동생이자 미술상이다. 형인 빈센트 반 고흐가 죽고 약 1년뒤 마비성 치매를 앓다가 죽었다. 테오도르는 당시 빈센트 반 고흐와 많은 편지를 교환했다. 편지는 모두 777통이다.

## 같이 보기
- 요한나 반 고흐-봉허